# Faro de Fuencaliente
El faro de Fuencaliente se encuentra en la punta sur de la isla de La Palma (Canarias, España), en el municipio de Fuencaliente. Se encuentra en el parque natural de Cumbre Vieja y a su alrededor se encuentran las Salinas de Fuencaliente, las playas del Faro de Fuencaliente, la de Echentive y la antigua Fuente Santa. 

## Historia
En realidad consta de dos faros: uno de principios del siglo XX que sufrió muchos daños durante la erupción del volcán Teneguía, por lo que construyeron otro al lado. En 2006 se reconstruyó el viejo faro para acoger el Centro de Interpretación de la Reserva Marina de la isla de La Palma.
Este Centro de Visitantes fue inaugurado el 29 de junio de 2006. Fue el primero creado por el Ministerio de Agricultura, Pesca y Alimentación (MAPA) con carácter divulgativo, ya que su objetivo es fomentar el respeto por el medio marino y la pesca.
En la entrada se exponen tres montajes visuales alusivos a los vertidos sólidos provenientes de la actividad humana; otro denuncia los líquidos tóxicos que arrojan los petroleros, y un tercero representa un sumidero por el que las viviendas arrojan productos tóxicos. La sala principal recrea una gruta volcánica y el visitante, que camina sobre un suelo de cristal sobre el fondo marino podrá observar las basuras que los humanos han vertido en alguna ocasión al mar. En el centro de la sala hay un delfín a escala real realizado en bronce colgado del techo y atrapado por la red de un pesquero del que solo apreciará la quilla en la superficie. Las paredes repletas de peces de bronce y rocalla submarina recrean los fondos de la reserva.